# Famille Illésházy
Illésházy (illésházai báró/gróf Illésházy en hongrois) est le patronyme d'une ancienne famille de la noblesse hongroise.

## Histoire
La famille Illésházy est issue du clan Salomon, clan dont est également issue la famille Esterházy. Le clan Salomon est originaire du comté de Pozsony et remonte à Mokud, cité en 1186. Tamás Illésházy et son frère Ferenc reçoivent le titre de baron en 1649 et le fils de ce dernier, Miklós, celui de comte. La famille s'éteint en 1838 en la personne de István Illésházy. La chapelle familiale se trouve à Trencsén au nord-ouest de l'actuelle Slovaquie.

## Principaux membres
- baron István Illésházy (hu) (1541-1609), főispán (comte-suprême) héréditaire du comté de Liptó et Trencsén (1582–1609), Palatin de Hongrie.
- Gáspár Illésházy (hu) (1593-1648), főispán héréditaire de Liptó (1609–1648). Élevé au rang de comte en 1648. Époux de la comtesse Ilona Bethlenfalvai Thurzó.
- comte Gábor Illésházy (hu) (1667), főispán de Liptó (1648).
- Miklós Illésházy, főispán héréditaire de Liptó et Trencsén (1648–1679).
- comte Miklós Illésházy (hu) (1653–1723), chancelier, főispán héréditaire de Liptó et Trencsén.
- József Illésházy (1700-1766), főispán de Liptó (1724–1766), Juge suprême du Royaume de Hongrie.
- Ján Baptista Illésházy, főispán de Liptó (1766–1799).
- comte István Illésházy (hu) (1762-1838), colonel, parlementaire, főispán de Liptó, membre de l'Académie hongroise des sciences, Chevalier de l'ordre de la Toison d'or. Époux de la comtesse Terézia Barkóczy, sans enfant, il est le dernier membre de la famille Illésházy.

## Galerie

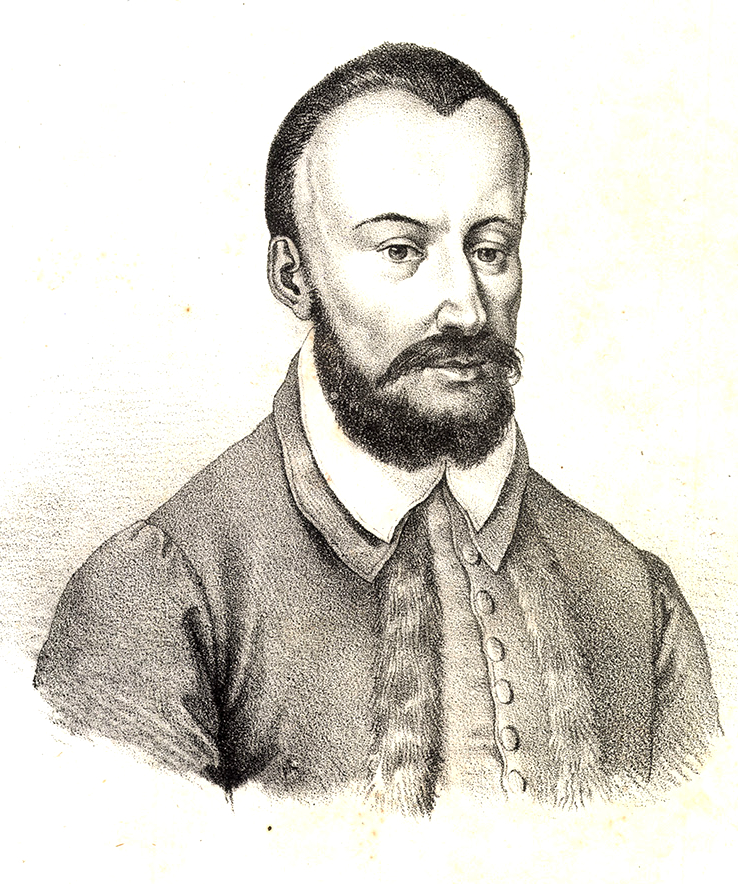
Palatin István Illésházy (1541-1609)
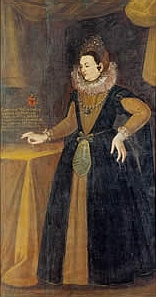
Zsófia Illésházy (1547-1599), épouse de Ferenc Esterházy
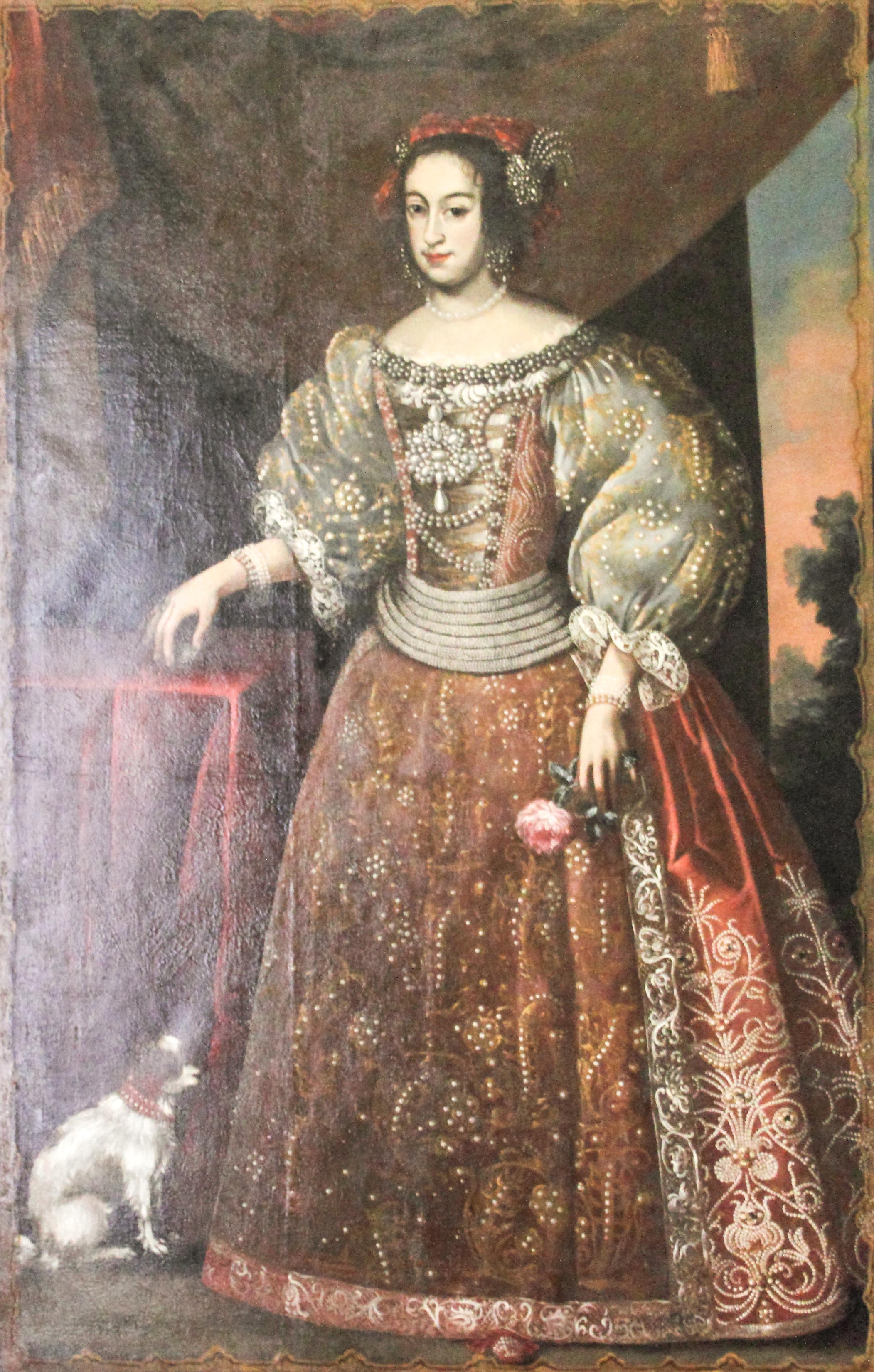
Ilona Illésházy (1646-1669), épouse du comte Ferenc Esterházy (1641-1683)
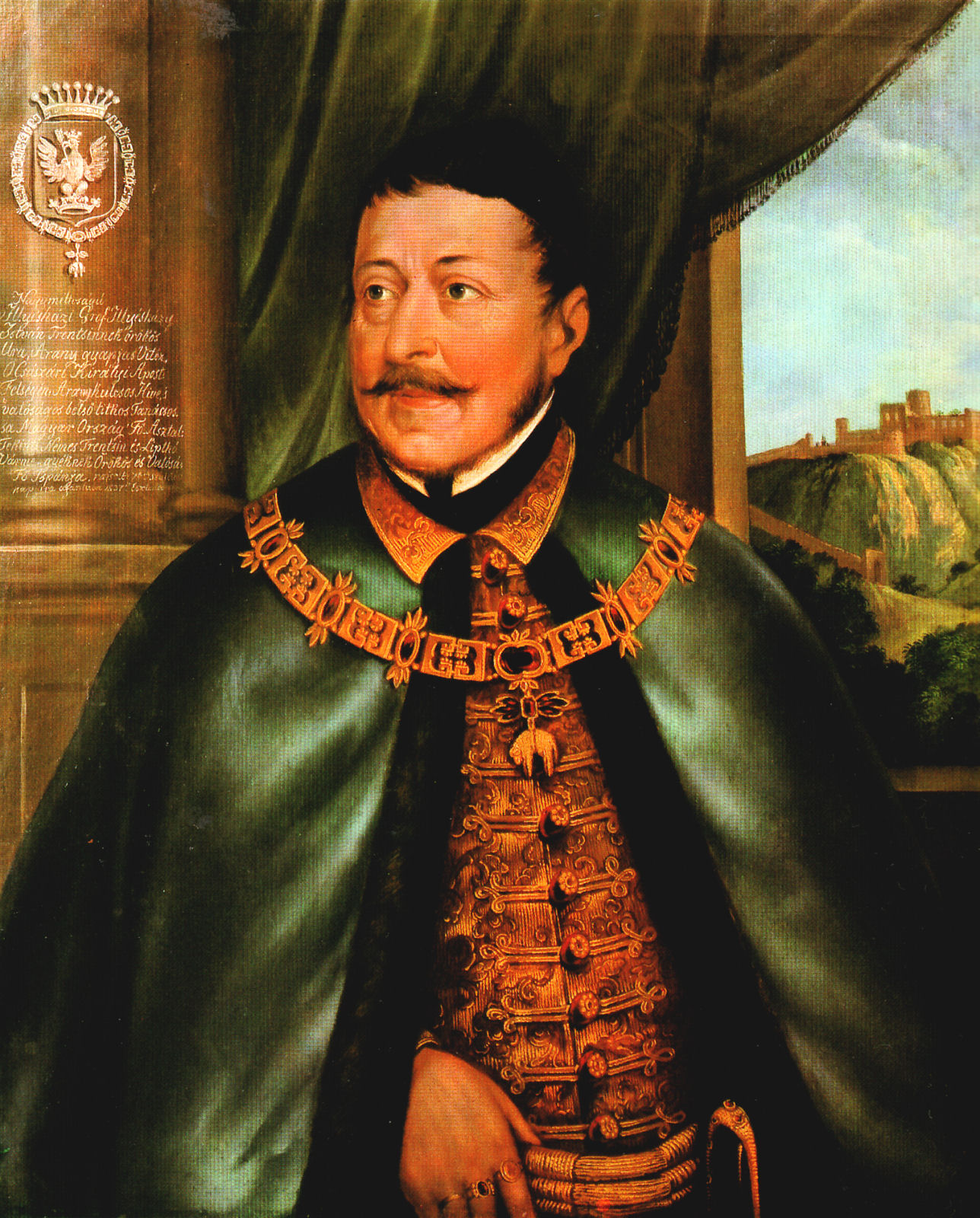
comte István Illésházy (1762-1838), Chevalier de la Toison d'Or

## Sources, lien externe
- Révai nagy lexikona (Volume VI)
- Magyar nagylexikon IX. (Gyer–Iq). Főszerk. Bárány Lászlóné. Budapest, 1999. 791. o.  (ISBN 963-9257-00-1)
- Généalogie